# Mastigolejeunea anguiformis
Mastigolejeunea anguiformis là một loài Rêu trong họ Lejeuneaceae. Loài này được (Hook. f. & Taylor) B. Thiers & Gradst. mô tả khoa học đầu tiên năm 1989.